# Rhamphomyia interserta
Rhamphomyia interserta är en tvåvingeart som beskrevs av Collin 1933. Rhamphomyia interserta ingår i släktet Rhamphomyia och familjen dansflugor. Inga underarter finns listade i Catalogue of Life.